# Référendum géorgien de 2008
Le référendum géorgien de 2008 est un référendum ayant eu lieu le 5 janvier 2008 en Géorgie. Il vise à mettre en place des élections anticipées, ainsi que mettre en avant l'adhésion à l'OTAN. Il est approuvé 56,19 % sur la question des élections anticipées et à 77 % pour la question de l'OTAN, pour un taux de participation de 79,74 %.